# کاتسویوشی شینتو
کاتسویوشی شینتو (به انگلیسی: Katsuyoshi Shinto) بازیکن فوتبال اهل ژاپن و عضو تیم ملی فوتبال ژاپن است که در تاریخ ۲۷ مه ۱۹۸۷ میلادی اولین بازی ملی‌اش را انجام داد. او در ۱۵ بازی ملی حضور داشت و آخرین بازی ملی خود را در تاریخ ۱ اکتبر ۱۹۹۰ میلادی انجام داد. کاتسویوشی شینتو در بازی‌های ملی‌اش
۱ گل به ثمر رساند.